# Organizzazione centrale per una pace duratura
L'Organizzazione centrale per una pace duratura o Central Organisation for a Durable Peace fu un'istituzione internazionale istituita all'Aia, nei Paesi Bassi, nell'aprile 1915 per il conseguimento e il mantenimento della pace.

## Storia
I suoi membri, costituiti da nove paesi europei e dagli Stati Uniti, aspiravano a una nuova diplomazia che ammetteva interventi militari contro paesi aggressivi. L'Organizzazione fu sciolta dopo il Trattato di Versailles del 28 giugno 1919. Nell'Organizzazione erano coinvolti diversi pacifisti americani compresi Fannie Fern Andrews, Emily Greene Balch e William Isaac Hull.